# Maladera insanabilis
Espèce
Synonymes
- Autoserica adjuncta Brenske, 1897[1]
- Autoserica esfandiarii Petrovitz, 1970[1]
- Autoserica insanabilis (Brenske, 1894)[1]
- Maladera (Cephaloserica) insanabilis (Brenske, 1894)[1]
- Maladera matrida Argaman, 1986[1]
- Serica immutabilis Burmeister, 1855[1]
- Serica insanabilis Brenske, 1894[2]

Maladera insanabilis est une espèce de coléoptères de la famille des Scarabaeidae. Elle est répandue en Iran et dans d'autres pays du Moyen-Orient.

## Systématique
L'espèce Maladera insanabilis a été décrite pour la première fois en 1894 par l'entomologiste allemand Ernst Brenske (d) (1845-1904) sous le basionyme de Serica insanabilis,.   

## Description
Les adultes sont actifs en été et au printemps. Les mâles peuvent être vus la nuit volant à la recherche de femelles, et leur attirance pour la lumière en fait une nuisance domestique courante. Les adultes varient en longueur de 7 à 9 mm et sont de couleur brun-rouge.

## Régime alimentaire
Les adultes se nourrissent de feuilles, de bourgeons et de fleurs de plusieurs plantes comme les roses, les patates douces et les agrumes. La femelle pond entre 60 et 100 œufs en grappes sur le sol. Les formes larvaires de Maladera insanabilis vivent sous terre. Leur régime alimentaire se compose de racines ce qui peut causer de graves dommages aux cultures comme celle de la patate douce.

## Introduction dans l'écosystème israélien et origine du nom
L'espèce a été décrite pour la première fois en Inde en 1894. Elle s'est répandue en Iran dans les années 1960 et a atteint Israël dans les années 1980. On pense qu'un certain nombre de spécimens sont arrivés avec des cargaisons de pistaches et d'huile importées d'Iran. Ignorant que ce coléoptère était déjà bien connu ailleurs, un chercheur israélien l'a renommé par erreur Maladera matrida, ce nouveau nom scientifique reflétant les nuisances qu'il cause : « matrida » signifie « gênant » en hébreu ("מטרידה"). Son origine iranienne et sa couleur brune ("חום khoom" en hébreu), lui ont valu le surnom familier de « Khomeini », d'après l'Ayatollah Rouhollah Khomeini, chef spirituel de l'Iran à l'époque où l'insecte a commencé à se propager en Israël. Actuellement, cette espèce envahissante est également présente dans la péninsule arabique et en Afrique du Nord.

## Publication originale
- (de) E. Brenske, « Die Melolonthiden der palaearctischen und orientalischen Region im Königlichen naturhistorischen Museum zu Brussel », Mémoires de la Société Entomologique de Belgique, Bruxelles, Société royale belge d’entomologie, vol. 2,‎ 1894, p. 3-87 (OCLC 2450646, lire en ligne).